# 艾哈迈德·詹迪
艾哈迈德·詹迪（阿拉伯语：‎，2000年3月1日—）是埃及男子现代五项运动员。2021年8月，他在日本东京举行的第32届夏季奥运中获得男子现代五项银牌。2024年8月，他在法國巴黎舉行的的第32届夏季奥运中获得男子现代五项金牌，並創下1555分的世界紀錄。他是历史上首位获得奥运现代五项奖牌以及金牌的非洲选手。
他在六岁时开始接触体育运动，起初他因过敏体质的问题而被母亲带到游泳俱乐部练习游泳，后来母亲意识到同时练五项运动是不错的主意，便鼓励他练习现代五项。8岁时，他首次参加全国级别比赛，这之后他开始在各种全国比赛中站上领奖台。大学时，他在阿拉伯科学、技术和海运学院工程与技术系就读。